# How do you spell heaven
How do you spell heaven is het 25e studioalbum van de Amerikaanse indierockband Guided by Voices. Het album werd uitgebracht op 11 augustus 2017, vier maanden na het vorige album August by cake.

## Tracklist
Alle muziek en teksten zijn geschreven door Robert Pollard, #9 geschreven door Pollard en Doug Gillard. 
| Nr. | Titel                           | Duur |
| --- | ------------------------------- | ---- |
| 1.  | The birthday democrats          | 2:30 |
| 2.  | King 007                        | 2:51 |
| 3.  | Boy W                           | 2:34 |
| 4.  | Steppenwolf mausoleum           | 3:22 |
| 5.  | Cretinous number ones           | 1:45 |
| 6.  | They fall silent                | 0:55 |
| 7.  | Diver Dan                       | 2:04 |
| 8.  | How to murder a man (in 3 acts) | 2:43 |
| 9.  | Pearly gates smoke machine      | 4:02 |
| 10. | Tenth century                   | 2:37 |
| 11. | How do you spell heaven         | 1:53 |
| 12. | Paper cutz                      | 2:36 |
| 13. | Low flying perfection           | 2:37 |
| 14. | Nothing gets you real           | 2:24 |
| 15. | Just to show you                | 2:17 |

## Personeel

### Bezetting
- Robert Pollard, zang
- Doug Gillard, gitaar
- Bobby Bare jr., gitaar
- Mark Shue, basgitaar
- Kevin March, drums

### Productie
- Travis Harrison, geluidstechnicus